# يورغ لوتز
يورغ لوتز (بالألمانية: Jörg Lutz)‏ هو سياسي ألماني، ولد في 10 مايو 1963 في كالف في ألمانيا. انتخب عمدة.